# Каменная ограда Смольного монастыря

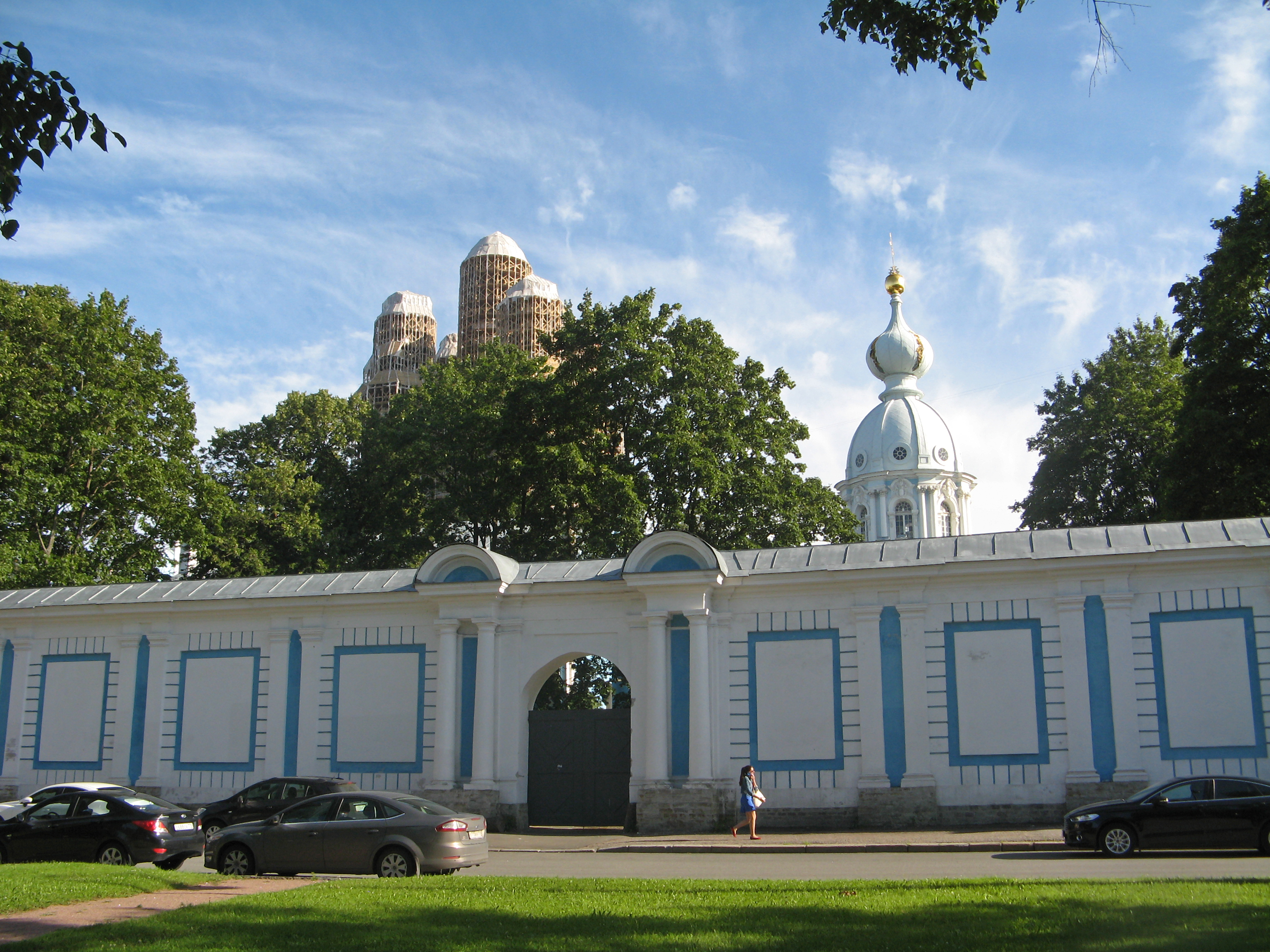
Въезд с портиком

Каменная ограда Смольного монастыря — памятник архитектуры. Расположен в Санкт-Петербурге, современный адрес — площадь Растрелли, 1.
По углам ограды расположены двухъярусные башни-павильоны с различными куполами, обработанные по углам пучками колонн, сама ограда окружает монастырские корпуса и, как и они, имеет крестообразный план. Глухие каменные стены обработаны филёнками, попарно сближенными пилястрами, сверху расположен антаблемент с карнизом. У въездов построены портики с тосканскими колоннами, на которых расположены разорванные лучковые фронтоны. Стены низкие, что соответствует соблюдению характерного для древнерусских монастырей принципу нарастания к центру.
Строительство ограды проходило в 1754—1760-е годы. Вскоре после завершения постройки часть северного участка ограды была разобрана, западную часть разобрали при постройке западных корпусов в 1832—1835 годах.
В июле 2023 года планировалась реставрация ограды.